# Осечниця (гміна)
Гміна Осечниця (пол. Gmina Osiecznica) — сільська гміна у південно-західній Польщі. Належить до Болеславецького повіту Нижньосілезького воєводства.
Станом на 31 грудня 2011 у гміні проживало 7547 осіб.

## Площа
Згідно з даними за 2007 рік площа гміни становила 437.07 км², у тому числі:
- орні землі: 8.00%
- ліси: 61.00%

Таким чином, площа гміни становить 33.54% площі повіту.

## Населення
Станом на 31 грудня 2011:
| Опис     | Загалом | Загалом | Чоловіки | Чоловіки | Жінки | Жінки |
| -------- | ------- | ------- | -------- | -------- | ----- | ----- |
| одиниця  | осіб    | %       | осіб     | %        | осіб  | %     |
| все      | 7547    | 100     | 3805     | 50.42    | 3742  | 49.58 |
| міське   | 0       | 100     | 0        |          | 0     |       |
| сільське | 7547    | 100     | 3805     | 50.42    | 3742  | 49.58 |

## Сусідні гміни
Гміна Осечниця межує з такими гмінами: Болеславець, Ілова, Маломіце, Новоґродзець, Шпротава, Венґлінець, Жаґань.